# Elodia fasciolata
Elodia fasciolata är en tvåvingeart som beskrevs av Robineau-desvoidy 1863. Elodia fasciolata ingår i släktet Elodia och familjen parasitflugor.
Artens utbredningsområde är Frankrike. Inga underarter finns listade i Catalogue of Life.